# Bohemian Sporting Club
Il Bohemian Sporting Club è stata una società di calcio filippina, con sede a Manila. 

## Storia
Il Bohemian Sporting Club è stato uno dei primi club calcistici fondati nelle Filippine, allora territorio degli Stati Uniti d'America. Vi giocavano soprattutto giocatori stranieri, di nazionalità britannica, spagnola e statunitense.
Dalla fondazione del campionato filippino, nel 1911, al 1927 il Bohemian si aggiudicò dieci campionati.
Nel 1913 la squadra fu scelta per formare la rappresentativa filippina al torneo calcistico dei primi Giochi dell'Estremo Oriente, benché vi militassero prettamente giocatori stranieri. I giocatori del Bohemian si aggiudicarono il torneo prevalendo sulla nazionale di calcio della Repubblica di Cina per 2-1.

## Palmarès

### Competizioni nazionali[3]
- Campionato filippino di calcio: 10

1912, 1913, 1915, 1916, 1917, 1918, 1920, 1921, 1922, 1927